# The World Is Not Enough
The World Is Not Enough (bra: 007 - O Mundo não é o Bastante; prt: 007 - O Mundo Não Chega) é um filme britano-estadunidense de 1999 dirigido por Michael Apted. É o 19.º filme da franquia 007 no cinema, com Pierce Brosnan pela 3.ª vez no papel do agente secreto britânico James Bond. O título é retirado do romance On Her Majesty's Secret Service, de 1963.
O enredo do filme gira em torno do assassinato do bilionário Sir Robert King pelo terrorista Renard. Bond é enviado para a Turquia com a missão de proteger a filha de King, Elektra. Em sua missão, Bond desvenda um esquema de supervalorização do petróleo, desencadeando uma fusão nuclear nas águas de Istambul.
O filme foi rodado em Espanha, França, Azerbaijão, Turquia e no Reino Unido, com cenas interiores produzidas no Pinewood Studios. Apesar da crítica mista, The World Is Not Enough arrecadou mais de 361 milhões de dólares em bilheterias de todo o mundo. Foi também o primeiro filme da franquia distribuído pela Metro-Goldwyn-Mayer, ao invés da United Artists.

## Sinopse
Sir Robert King, um magnata inglês do petróleo, é assassinado dentro do MI6, e 007 é convocado para entrar em ação. Ao receber a missão de proteger a filha de Sir Robert, Elektra King, que planeja continuar a construção de um oleoduto para envio de petróleo da região do Mar Cáspio para o Ocidente, Bond descobre uma estranha relação entre ela e um terrorista internacional, Renard, que no passado havia sequestrado Elektra. Elektra e o terrorista planejam fazer uma bomba de plutônio e explodir todos os oleodutos russos, deixando o dela como o único da região.

## Elenco
- Pierce Brosnan como James Bond
- Denise Richards como Dra. Christmas Jones
- Robert Carlyle como Renard
- Sophie Marceau como Elektra King
- Robbie Coltrane como Valentin Zukovsky
- Judi Dench como M
- Desmond Llewelyn como Q
- John Cleese como R
- Maria Grazia Cucinotta como Cigar Girl
- Samantha Bond como Miss Moneypenny
- Serena Scott Thomas como Dra. Molly Warmflash
- John Seru como Gabor
- Ulrich Thomsen como Sasha Davidov
- Goldie como Bullion
- David Calder como Robert King

## Produção

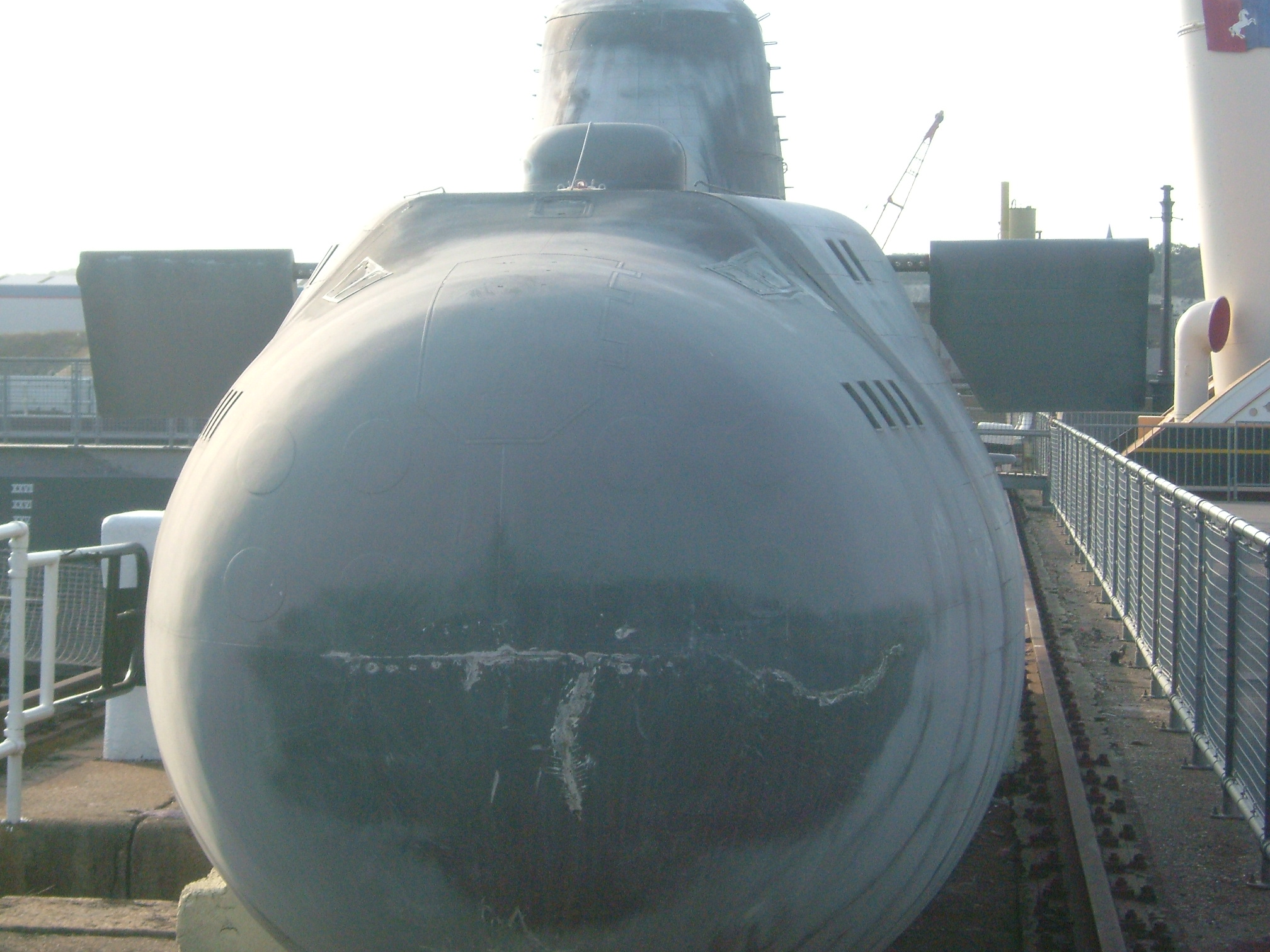
Submarino russo classe Victor utilizado durante as filmagens.

A direção do filme foi oferecida a Joe Dante e Peter Jackson. Barbara Broccoli, que havia apreciado o trabalho de Jackson em Heavenly Creatures, recebeu uma seleção de cenas de The Frighteners. Contudo, esta última produção não a agradou e a hipótese de contratar Jackson foi suspensa. Fã antigo da série James Bond, Peter Jackson notou que a Eon costuma selecionar diretores menos conhecidos e que, portanto, não teria oportunidades semelhantes após dirigir The Lord of the Rings.
A sequência de abertura dura aproximadamente 14 minutos, sendo a mais longa sequência de abertura da série James Bond até então. No making of contido na edição especial em DVD, o diretor Michael Apted afirmou que a abertura original seria muito mais longa. Originalmente, a sequência de abertura encerrava-se com Bond saltando de uma janela ao chão e fugindo da área com a chegada da polícia. Assim, após os créditos, entraria a sequência do MI6 e a notória cena de perseguição no rio Tâmisa. Contudo, o resultado final foi tido como medíocre em comparação com outras aberturas anteriores, de forma que os créditos foram colocados logo após a primeira cena de perseguição. O jornal britânico The Daily Telegraph publicou uma matéria afirmando que o Governo britânico havia proibido filmagens do MI6, alegando "riscos de segurança". No entanto, tais declarações foram negadas por um porta-voz do Governo.
A pretensão inicial era de lançar o filme em 2000, havendo rumores de que se chamaria Bond 2000. Outros palpites frequentes para o título foram: Death Waits for No Man (A Morte Não Espera por Ninguém), Fire and Ice (Fogo e Gelo), Pressure Point (Ponto de Pressão) e Dangerously Yours (Perigosamente Seu). O título The World Is Not Enough é uma tradução da expressão latina ORBIS NON SUFFICIT, citada em On Her Majesty's Secret Service como o lema da família Bond. A frase é, na realidade, uma derivação do epitáfio de Alexandre, o Grande.
Os roteiristas Neal Purvis e Robert Wade foram contratados após seu trabalho em Plunkett & Macleane. Sem constar nos créditos, Dana Stevens reescreveu o roteiro antes de passá-lo a Bruce Feirstein, que havia trabalhado nos dois filmes anteriores.

### Filmagem

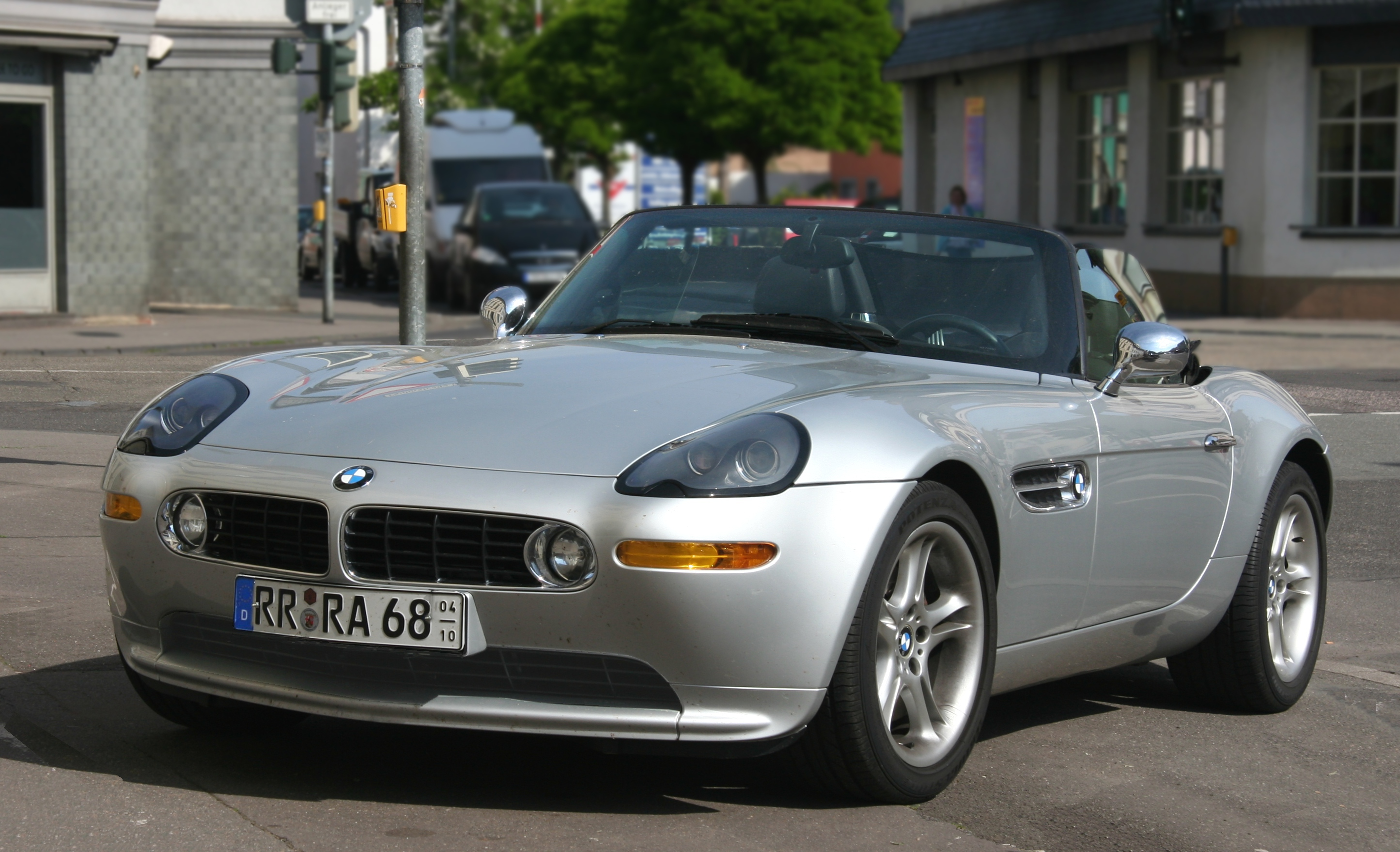
BMW Z8 semelhante ao usado por James Bond no filme.

A sequência de abertura ocorre em Bilbao, Espanha, com cenas do Museu Guggenheim. Após a abertura, o enrendo desloca-se para Londres, mais especificamente no entorno do Domo do Milênio. Após os créditos inciais, o castelo Eilean Donan, na Escócia, aparece como a sede provisória do MI6. Outras locações são Baku e o povoado Neft Daslari, no Azerbaijão, e Istambul com sua notória Torre de Leandro, na Turquia.
O trabalho de estúdio para o filme foi realizado no Pinewood Studios. A cidade espanhola de Bilbao foi usada brevemente para as cenas exteriores do banco suíço e da parte externa do Museu Guggenheim. Em Londres, as filmagens externas foram nas regiões de Vauxhall Cross e Isle of Dogs, onde produziram-se as cenas de perseguição de barcos durante semanas. Stowe School, em Buckinghamshire, serviu de locação para a mansão da família King à margens do Lomond. A cena de esqui no Cáucaso foi filmada em Chamonix, França.
As tomadas internas e externas do cassino L'Or em Baku foram realizadas na Halton House, também em Buckinghamshire. A base da Real Força Aérea em Norholt foi usada como locação para a pista de pouso no Azerbaijão. Por outro lado, a fábrica de caviar de Zukovsky foi filmada inteiramente nos estúdios em Pinewood.
O exterior da usina nuclear cazaquistanesa é, na realidade, a região de Bardenas Reales, em Navarra. O exterior da refinaria de óleo, por sua vez, teve como locação o prédio da Motorola em Swindon. As cenas dos dutos de petróleo foram filmadas em Gales e no condado inglês de Surrey. A cidade de Istambul foi usada como local de residência de Elektra King, constando ainda a aparição da Torre de Leandro. As cenas submarinas foram obtidas nas Bahamas.
No filme, Bond dirige um BMW Z8, sendo a última aparição contratual da fabricante nos filmes 007. Esta parceria teve início com o BMW Z3 em GoldenEye e prosseguiu com o BM2 750iL em Tomorrow Never Dies.

### Música
A trilha sonora de The World Is Not Enough foi a segunda produzida por David Arnold para a série. Arnold quebrou uma tradição ao encerrar o filme com uma reprise do tema de abertura. Originalmente, Arnold almejava usar a canção "Only Myself to Blame" no encerramento, porém, Apted descartou a ideia e canção foi substituída por uma versão remixada do "tema de James Bond". "Only Myself to Blame", composta em parceria com Don Black e interpretada por Scott Walker, é a décima-nona e última faixa do álbum oficial e sua melodia serviu como base ao tema da personagem Elektra King. O tema também é executado nas faixas "Casino" e "I Never Miss". Arnold acrescentou dois novos temas à faixa final, ambos dos quais foram reutilizados no filme seguinte, Die Another Day.
A canção-tema, "The World Is Not Enough" foi composta por David Arnold e Don Black e interpretada por Garbage. É o quinto tema para a série James Bond que conta com a parceria de Black; os anteriores foram "Thunderball", "Diamonds Are Forever", "The Man with the Golden Gun" e "Tomorrow Never Dies". Garbage também contribuiu com a faixa "Ice Bandits", executado durante as cenas de perseguição. A IGN classificou "The World Is Not Enough" como a nona "melhor canção de James Bond de todos os tempos". Em 2012, a Grantland posicionou a canção como a segunda melhor de todos os tempos, perdendo somente para "Goldfinger". A canção também entrou para a lista "Best of 1999" ("Melhores de 1999").

## Recepção e crítica
The World Is Not Enough teve sua estreia em 19 e 26 de novembro de 1999 nos Estados Unidos e no Reino Unido, respectivamente. À época, a MGM assinou uma parceria de marketing com a MTV, primariamente visando o público mais jovem, já que Bond era considerado já um tipo de "agente secreto ultrapassado". Como resultado, a MTV transmitiu mais de 100 horas de programação relacionada ao personagem logo após o lançamento do filme.
O filme estreou no topo das bilheterias norte-americanas com 35.5 milhões de dólares. Sua arrecadação mundial fechou em 361 milhões de dólares, sendo 126 milhões somente em território americano. Tornou-se o mais rentável filme da série James Bond de todos os tempos, recorde que manteve até o llançamento de Die Another Day. O filme também foi selecionado para a primeira rodada de indicações ao Oscar de melhores efeitos visuais, mas não foi bem-sucedido. Foi indicado a um Saturn Award de "Melhor Filme de Ação/Aventura/Suspense"; o protagonista Pierce Brosnan faturou o Empire Award e o Blockbuster Entertainment Award, ambos na categoria de "Melhor Ator", já David Arnold recebeu o BMI Film Music Award. Por outro lado, The World Is Not Enough foi o primeiro filme de James Bond a receber uma Framboesa de Ouro; Denise Richards foi escolhida como "Pior Atriz Coadjuvante" de 1999. Richards e Brosnan também foram indicados na mesma premiação na categoria "Pior Casal em Cena".
O lançamento inicial em DVD inclui o bônus "Secrets of 007", um making of produzido durante o filme; o documentário "The Making of The World Is Not Enough"; duas faixas de comentários adicionais do elenco e do diretor Michael Apted e outros do designer de produção Peter Lamont; um trailer do jogo eletrônico e um videoclipe de Garbage. A edição exclusiva relançada em 2006 possui um mini-documentário chamado "Bond Cocktail", com cenas e um tributo a Desmond Llewelyn.

## Prêmios e indicações

### Prêmios
Empire Awards 2000
- Melhor Ator: Pierce Brosnan[carece de fontes?]

 Framboesa de Ouro 2000
- Pior Atriz: Denise Richards[carece de fontes?]